# ميتال سلج (لعبة فيديو 2006)
ميتال سلج (بالإنجليزية: Metal Slug)‏ (باليابانية: メタルスラッグ) ، وتسمى في النسخة الأخرى (ميتال سلج 3دي) (باليابانية: メタルスラッグ3D(版)) ، هي لعبة فيديو إلكترونية والتي أنتجها شركة إس إن كاي اليابانية، صدرت في الأسواق اليابانية بتاريخ 29 يونيو 2006م، وتعمل حصراً لنظام بلاي ستيشن 2.